# Eugeniusz Tyrajski

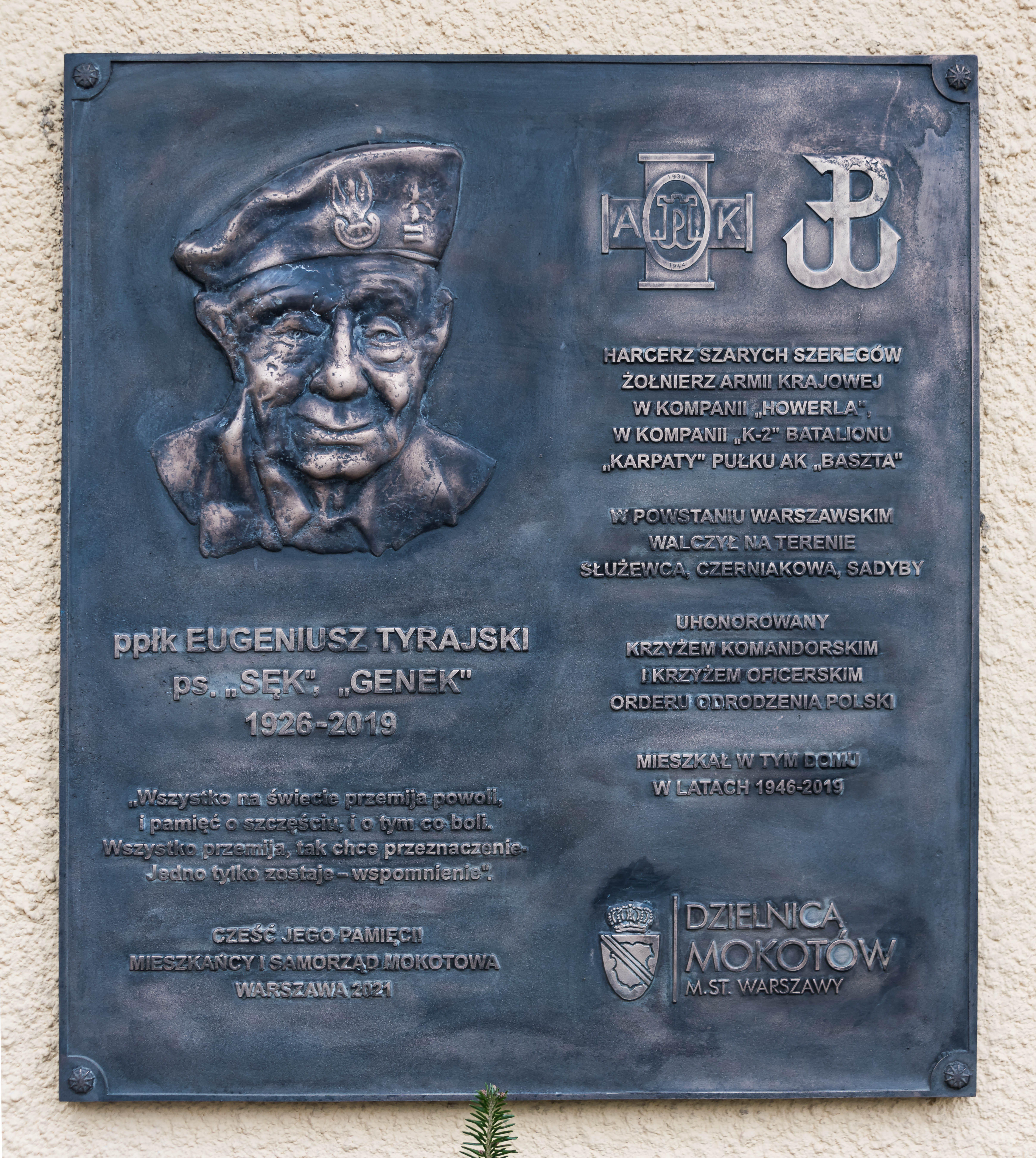
Tablica pamiątkowa przy ul. Belwederskiej 17 w Warszawie

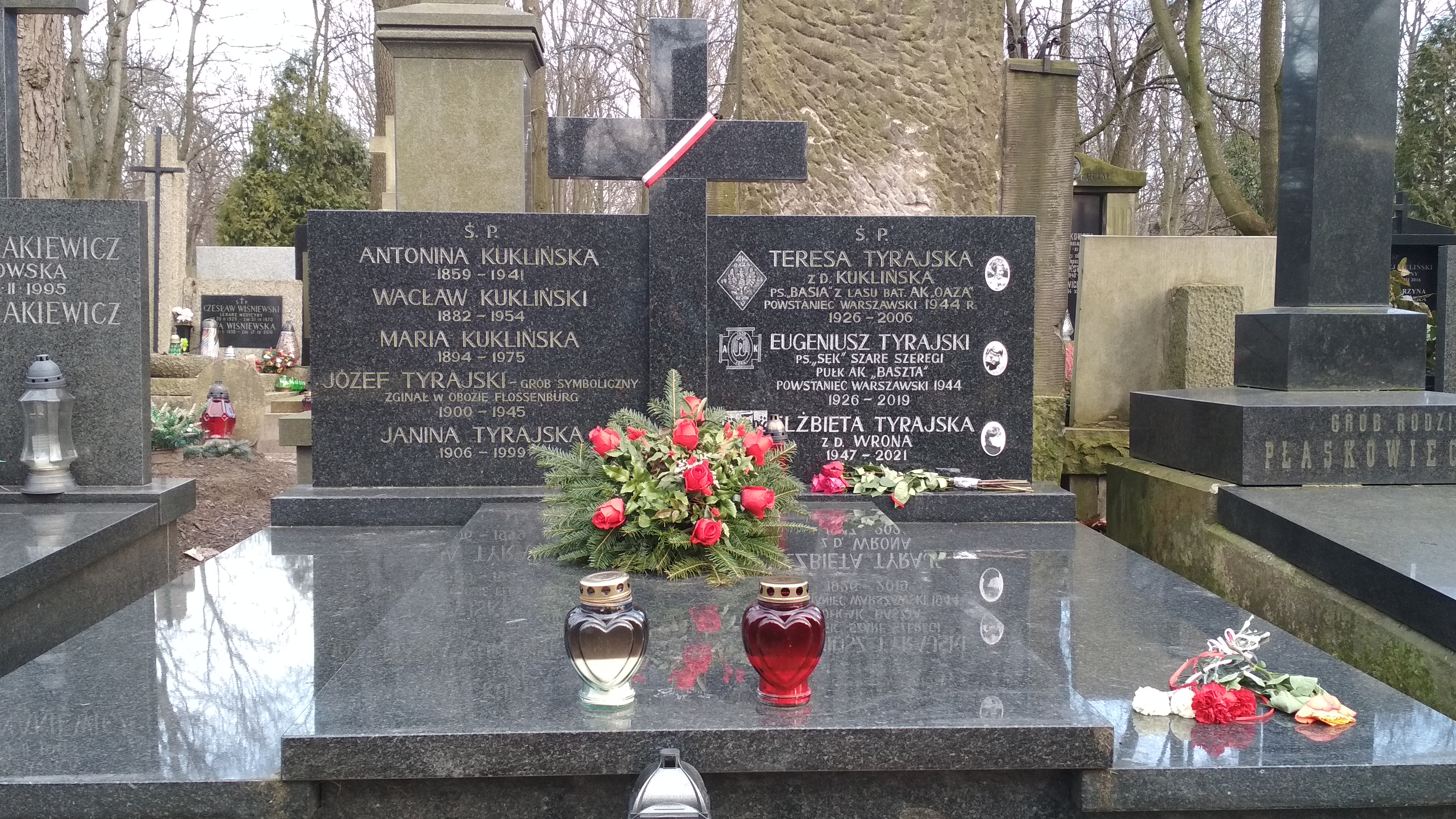
Grób rodzinny – miejsce spoczynku Eugeniusza i Teresy Tyrajskich

Eugeniusz Tyrajski ps. Sęk (ur. 8 października 1926 w Nowym Brwilnie koło Płocka, zm. 26 grudnia 2019 w Warszawie) – polski żołnierz podziemia niepodległościowego w okresie II wojny światowej, członek Szarych Szeregów i Armii Krajowej, uczestnik powstania warszawskiego, wiceprezes Zarządu Głównego Związku Powstańców Warszawskich, podpułkownik w stanie spoczynku.

## Życiorys
Syn Józefa i Janiny. Jego ojciec walczył podczas wojny polsko-bolszewickiej, później był kierownikiem działu stereotypii w drukarni prasowej przy ul. Marszałkowskiej. Mieszkał z rodzicami przy ul. Fabrycznej. Uczęszczał do Szkoły Powszechnej nr 29 przy ul. Zagórnej. Ukończył ją w czerwcu 1939. W okresie międzywojennym był aktywnym członkiem harcerstwa (zdobył m.in. Krzyż Harcerski). 
Podczas okupacji uczęszczał na tajne komplety gimnazjalne. Od 1941 był członkiem Szarych Szeregów w ramach hufca Mokotów Górny, uczestniczył w akcjach małego sabotażu. W 1943 został członkiem kompanii K-2 w batalionie „Karpaty” wchodzącym w skład pułku „Baszta”. 
Uczestnik powstania warszawskiego na Służewcu (1 sierpnia 1944 brał udział w nieudanym ataku na tor wyścigów konnych) i Czerniakowie. 2 września dostał się do niewoli na Sadybie i wraz z ludnością cywilną trafił do obozu w Pruszkowie. Został wywieziony do obozu w Bossen, skąd trafił do Prieros. Uciekł stamtąd w lutym 1945. 
Wrócił do Warszawy w lipcu 1946. Pracował jako księgowy w przedsiębiorstwach związanych z leśnictwem i Oddziale Stołecznym PTTK. W latach 80. był skarbnikiem Społecznego Komitetu Budowy Pomnika Powstania Warszawskiego. Od 1990 był członkiem Zarządu Głównego Związku Powstańców Warszawskich. W ostatnich pięciu latach życia był jego wiceprezesem, odpowiedzialnym za finanse stowarzyszenia.
Podczas obchodów 70. rocznicy powstania w getcie warszawskim brał udział w uruchomieniu instalacji świetlnej w hołdzie uczestnikom powstania w getcie oraz powstańcom warszawskim. Eugeniusz Tyrajski włączał instalację w Muzeum Powstania Warszawskiego, a przed Muzeum Historii Żydów Polskich – Symcha Ratajzer-Rotem ps. „Kazik”.
Został pochowany na cmentarzu Powązkowskim (kwatera 98-4-6/7).  

## Życie prywatne
12 sierpnia 1945 wziął ślub z poznaną w czasie powstania sanitariuszką, Teresą Kuklińską (1926–2006). 

## Odznaczenia
- Krzyż Komandorski Orderu Odrodzenia Polski – 2005[8]
- Krzyż Oficerski Orderu Odrodzenia Polski – 2000[9][10]
- Medal za Długoletnie Pożycie Małżeńskie – 1995[11]
- Medal „Pro Patria” – 2012[12]
- Odznaka okolicznościowa „Medal Honorowy Powstania Warszawskiego 1944, 1 VIII – 2 X” – 2016[13]

## Upamiętnienie
Tablica pamiątkowa na budynku przy ul. Belwederskiej 17, w którym mieszkał Eugeniusz Tyrajski, odsłonięta w 2021.